# Список астероїдів (41001—41100)
| Назва                           | Тимчасове позначення | Дата відкриття    | Місце відкриття                         | Відкривач                            |
| ------------------------------- | -------------------- | ----------------- | --------------------------------------- | ------------------------------------ |
| (41001) 1999 UG9                | 1999 UG9             | 29 жовтня 1999    | Каталінський огляд                      | Каталінський огляд                   |
| (41002) 1999 UW12               | 1999 UW12            | 29 жовтня 1999    | Каталінський огляд                      | Каталінський огляд                   |
| (41003) 1999 UZ12               | 1999 UZ12            | 29 жовтня 1999    | Каталінський огляд                      | Каталінський огляд                   |
| (41004) 1999 UA13               | 1999 UA13            | 29 жовтня 1999    | Каталінський огляд                      | Каталінський огляд                   |
| (41005) 1999 UJ13               | 1999 UJ13            | 29 жовтня 1999    | Каталінський огляд                      | Каталінський огляд                   |
| (41006) 1999 UM13               | 1999 UM13            | 29 жовтня 1999    | Каталінський огляд                      | Каталінський огляд                   |
| (41007) 1999 UN14               | 1999 UN14            | 29 жовтня 1999    | Каталінський огляд                      | Каталінський огляд                   |
| (41008) 1999 UR14               | 1999 UR14            | 29 жовтня 1999    | Каталінський огляд                      | Каталінський огляд                   |
| (41009) 1999 UG15               | 1999 UG15            | 29 жовтня 1999    | Каталінський огляд                      | Каталінський огляд                   |
| (41010) 1999 UN15               | 1999 UN15            | 29 жовтня 1999    | Каталінський огляд                      | Каталінський огляд                   |
| (41011) 1999 UB16               | 1999 UB16            | 29 жовтня 1999    | Каталінський огляд                      | Каталінський огляд                   |
| (41012) 1999 UD17               | 1999 UD17            | 30 жовтня 1999    | Каталінський огляд                      | Каталінський огляд                   |
| (41013) 1999 UH22               | 1999 UH22            | 31 жовтня 1999    | Обсерваторія Кітт-Пік                   | Spacewatch                           |
| (41014) 1999 UP23               | 1999 UP23            | 28 жовтня 1999    | Каталінський огляд                      | Каталінський огляд                   |
| (41015) 1999 UB24               | 1999 UB24            | 28 жовтня 1999    | Каталінський огляд                      | Каталінський огляд                   |
| (41016) 1999 UR24               | 1999 UR24            | 28 жовтня 1999    | Каталінський огляд                      | Каталінський огляд                   |
| (41017) 1999 UJ26               | 1999 UJ26            | 30 жовтня 1999    | Каталінський огляд                      | Каталінський огляд                   |
| (41018) 1999 UB27               | 1999 UB27            | 31 жовтня 1999    | Каталінський огляд                      | Каталінський огляд                   |
| (41019) 1999 UV29               | 1999 UV29            | 31 жовтня 1999    | Обсерваторія Кітт-Пік                   | Spacewatch                           |
| (41020) 1999 UO30               | 1999 UO30            | 31 жовтня 1999    | Обсерваторія Кітт-Пік                   | Spacewatch                           |
| (41021) 1999 UL32               | 1999 UL32            | 31 жовтня 1999    | Обсерваторія Кітт-Пік                   | Spacewatch                           |
| (41022) 1999 UZ36               | 1999 UZ36            | 16 жовтня 1999    | Обсерваторія Кітт-Пік                   | Spacewatch                           |
| (41023) 1999 UT38               | 1999 UT38            | 29 жовтня 1999    | Станція Андерсон-Меса                   | LONEOS                               |
| (41024) 1999 UW38               | 1999 UW38            | 29 жовтня 1999    | Станція Андерсон-Меса                   | LONEOS                               |
| (41025) 1999 UY38               | 1999 UY38            | 29 жовтня 1999    | Станція Андерсон-Меса                   | LONEOS                               |
| (41026) 1999 UC40               | 1999 UC40            | 16 жовтня 1999    | Сокорро (Нью-Мексико)                   | LINEAR                               |
| (41027) 1999 UP44               | 1999 UP44            | 30 жовтня 1999    | Станція Андерсон-Меса                   | LONEOS                               |
| (41028) 1999 UL45               | 1999 UL45            | 31 жовтня 1999    | Каталінський огляд                      | Каталінський огляд                   |
| (41029) 1999 UY45               | 1999 UY45            | 31 жовтня 1999    | Каталінський огляд                      | Каталінський огляд                   |
| (41030) 1999 UQ46               | 1999 UQ46            | 31 жовтня 1999    | Станція Андерсон-Меса                   | LONEOS                               |
| (41031) 1999 UA47               | 1999 UA47            | 29 жовтня 1999    | Каталінський огляд                      | Каталінський огляд                   |
| (41032) 1999 UC48               | 1999 UC48            | 30 жовтня 1999    | Каталінський огляд                      | Каталінський огляд                   |
| (41033) 1999 UW48               | 1999 UW48            | 31 жовтня 1999    | Каталінський огляд                      | Каталінський огляд                   |
| (41034) 1999 UJ49               | 1999 UJ49            | 31 жовтня 1999    | Каталінський огляд                      | Каталінський огляд                   |
| (41035) 1999 UT50               | 1999 UT50            | 30 жовтня 1999    | Каталінський огляд                      | Каталінський огляд                   |
| (41036) 1999 UH51               | 1999 UH51            | 31 жовтня 1999    | Каталінський огляд                      | Каталінський огляд                   |
| (41037) 1999 US51               | 1999 US51            | 31 жовтня 1999    | Обсерваторія Кітт-Пік                   | Spacewatch                           |
| (41038) 1999 UX52               | 1999 UX52            | 31 жовтня 1999    | Каталінський огляд                      | Каталінський огляд                   |
| (41039) 1999 UX56               | 1999 UX56            | 29 жовтня 1999    | Каталінський огляд                      | Каталінський огляд                   |
| (41040) 1999 VR                 | 1999 VR              | 2 листопада 1999  | Обсерваторія Ніхондайра                 | Такеші Урата                         |
| (41041) 1999 VV1                | 1999 VV1             | 4 листопада 1999  | Обсерваторія Ґекко                      | Тецуо Каґава                         |
| (41042) 1999 VB2                | 1999 VB2             | 3 листопада 1999  | Обсерваторія Дінік                      | Ацуші Суґіе                          |
| (41043) 1999 VW4                | 1999 VW4             | 5 листопада 1999  | Вішнянська обсерваторія                 | Корадо Корлевіч                      |
| (41044) 1999 VW6                | 1999 VW6             | 8 листопада 1999  | Обсерваторія Фаунтін-Гіллс              | Чарльз Джулз                         |
| (41045) 1999 VX6                | 1999 VX6             | 8 листопада 1999  | Обсерваторія Фаунтін-Гіллс              | Чарльз Джулз                         |
| (41046) 1999 VZ6                | 1999 VZ6             | 8 листопада 1999  | Обсерваторія Фаунтін-Гіллс              | Чарльз Джулз                         |
| (41047) 1999 VP7                | 1999 VP7             | 7 листопада 1999  | Вішнянська обсерваторія                 | Корадо Корлевіч                      |
| (41048) 1999 VQ7                | 1999 VQ7             | 7 листопада 1999  | Вішнянська обсерваторія                 | Корадо Корлевіч                      |
| 41049 Ван Кіттерс (Van Citters) | 1999 VC9             | 9 листопада 1999  | Обсерваторія Фаунтін-Гіллс              | Чарльз Джулз                         |
| (41050) 1999 VF9                | 1999 VF9             | 8 листопада 1999  | Вішнянська обсерваторія                 | Корадо Корлевіч                      |
| (41051) 1999 VR10               | 1999 VR10            | 9 листопада 1999  | Обсерваторія Оїдзумі                    | Такао Кобаяші                        |
| (41052) 1999 VJ16               | 1999 VJ16            | 2 листопада 1999  | Обсерваторія Кітт-Пік                   | Spacewatch                           |
| (41053) 1999 VH18               | 1999 VH18            | 2 листопада 1999  | Обсерваторія Кітт-Пік                   | Spacewatch                           |
| (41054) 1999 VL18               | 1999 VL18            | 2 листопада 1999  | Обсерваторія Кітт-Пік                   | Spacewatch                           |
| (41055) 1999 VD20               | 1999 VD20            | 10 листопада 1999 | Вішнянська обсерваторія                 | Корадо Корлевіч                      |
| (41056) 1999 VX20               | 1999 VX20            | 9 листопада 1999  | Астрономічна обсерваторія Монте-Аґліале | М. Зіболі                            |
| (41057) 1999 VU22               | 1999 VU22            | 12 листопада 1999 | Обсерваторія Фарпойнт                   | Ґері Гаґ, Ґрем Белл                  |
| (41058) 1999 VC24               | 1999 VC24            | 8 листопада 1999  | Обсерваторія Мальорки                   | Рафаель Пачеко, Альваро Лопес-Ґарсіа |
| (41059) 1999 VC26               | 1999 VC26            | 3 листопада 1999  | Сокорро (Нью-Мексико)                   | LINEAR                               |
| (41060) 1999 VB28               | 1999 VB28            | 3 листопада 1999  | Сокорро (Нью-Мексико)                   | LINEAR                               |
| (41061) 1999 VD28               | 1999 VD28            | 3 листопада 1999  | Сокорро (Нью-Мексико)                   | LINEAR                               |
| (41062) 1999 VC29               | 1999 VC29            | 3 листопада 1999  | Сокорро (Нью-Мексико)                   | LINEAR                               |
| (41063) 1999 VE29               | 1999 VE29            | 3 листопада 1999  | Сокорро (Нью-Мексико)                   | LINEAR                               |
| (41064) 1999 VK29               | 1999 VK29            | 3 листопада 1999  | Сокорро (Нью-Мексико)                   | LINEAR                               |
| (41065) 1999 VR29               | 1999 VR29            | 3 листопада 1999  | Сокорро (Нью-Мексико)                   | LINEAR                               |
| (41066) 1999 VO31               | 1999 VO31            | 3 листопада 1999  | Сокорро (Нью-Мексико)                   | LINEAR                               |
| (41067) 1999 VG32               | 1999 VG32            | 3 листопада 1999  | Сокорро (Нью-Мексико)                   | LINEAR                               |
| (41068) 1999 VO32               | 1999 VO32            | 3 листопада 1999  | Сокорро (Нью-Мексико)                   | LINEAR                               |
| (41069) 1999 VJ33               | 1999 VJ33            | 3 листопада 1999  | Сокорро (Нью-Мексико)                   | LINEAR                               |
| (41070) 1999 VS34               | 1999 VS34            | 3 листопада 1999  | Сокорро (Нью-Мексико)                   | LINEAR                               |
| (41071) 1999 VY36               | 1999 VY36            | 3 листопада 1999  | Сокорро (Нью-Мексико)                   | LINEAR                               |
| (41072) 1999 VX38               | 1999 VX38            | 10 листопада 1999 | Сокорро (Нью-Мексико)                   | LINEAR                               |
| (41073) 1999 VG39               | 1999 VG39            | 10 листопада 1999 | Сокорро (Нью-Мексико)                   | LINEAR                               |
| (41074) 1999 VL40               | 1999 VL40            | 13 листопада 1999 | Станція Андерсон-Меса                   | LONEOS                               |
| (41075) 1999 VG43               | 1999 VG43            | 1 листопада 1999  | Каталінський огляд                      | Каталінський огляд                   |
| (41076) 1999 VH43               | 1999 VH43            | 1 листопада 1999  | Каталінський огляд                      | Каталінський огляд                   |
| (41077) 1999 VT43               | 1999 VT43            | 1 листопада 1999  | Каталінський огляд                      | Каталінський огляд                   |
| (41078) 1999 VB44               | 1999 VB44            | 3 листопада 1999  | Каталінський огляд                      | Каталінський огляд                   |
| (41079) 1999 VP45               | 1999 VP45            | 4 листопада 1999  | Каталінський огляд                      | Каталінський огляд                   |
| (41080) 1999 VX45               | 1999 VX45            | 4 листопада 1999  | Каталінський огляд                      | Каталінський огляд                   |
| (41081) 1999 VW47               | 1999 VW47            | 3 листопада 1999  | Сокорро (Нью-Мексико)                   | LINEAR                               |
| (41082) 1999 VQ48               | 1999 VQ48            | 3 листопада 1999  | Сокорро (Нью-Мексико)                   | LINEAR                               |
| (41083) 1999 VO50               | 1999 VO50            | 3 листопада 1999  | Сокорро (Нью-Мексико)                   | LINEAR                               |
| (41084) 1999 VC52               | 1999 VC52            | 3 листопада 1999  | Сокорро (Нью-Мексико)                   | LINEAR                               |
| (41085) 1999 VL55               | 1999 VL55            | 4 листопада 1999  | Сокорро (Нью-Мексико)                   | LINEAR                               |
| (41086) 1999 VU55               | 1999 VU55            | 4 листопада 1999  | Сокорро (Нью-Мексико)                   | LINEAR                               |
| (41087) 1999 VS56               | 1999 VS56            | 4 листопада 1999  | Сокорро (Нью-Мексико)                   | LINEAR                               |
| (41088) 1999 VO57               | 1999 VO57            | 4 листопада 1999  | Сокорро (Нью-Мексико)                   | LINEAR                               |
| (41089) 1999 VM58               | 1999 VM58            | 4 листопада 1999  | Сокорро (Нью-Мексико)                   | LINEAR                               |
| (41090) 1999 VS59               | 1999 VS59            | 4 листопада 1999  | Сокорро (Нью-Мексико)                   | LINEAR                               |
| (41091) 1999 VY59               | 1999 VY59            | 4 листопада 1999  | Сокорро (Нью-Мексико)                   | LINEAR                               |
| (41092) 1999 VD60               | 1999 VD60            | 4 листопада 1999  | Сокорро (Нью-Мексико)                   | LINEAR                               |
| (41093) 1999 VR60               | 1999 VR60            | 4 листопада 1999  | Сокорро (Нью-Мексико)                   | LINEAR                               |
| (41094) 1999 VH61               | 1999 VH61            | 4 листопада 1999  | Сокорро (Нью-Мексико)                   | LINEAR                               |
| (41095) 1999 VK61               | 1999 VK61            | 4 листопада 1999  | Сокорро (Нью-Мексико)                   | LINEAR                               |
| (41096) 1999 VN61               | 1999 VN61            | 4 листопада 1999  | Сокорро (Нью-Мексико)                   | LINEAR                               |
| (41097) 1999 VO61               | 1999 VO61            | 4 листопада 1999  | Сокорро (Нью-Мексико)                   | LINEAR                               |
| (41098) 1999 VG63               | 1999 VG63            | 4 листопада 1999  | Сокорро (Нью-Мексико)                   | LINEAR                               |
| (41099) 1999 VL64               | 1999 VL64            | 4 листопада 1999  | Сокорро (Нью-Мексико)                   | LINEAR                               |
| (41100) 1999 VW64               | 1999 VW64            | 4 листопада 1999  | Сокорро (Нью-Мексико)                   | LINEAR                               |

| ← Астероїди 40001—50000 → |             |             |             |             |             |             |             |             |             |
| 40001—40100               | 41001—41100 | 42001—42100 | 43001—43100 | 44001—44100 | 45001—45100 | 46001—46100 | 47001—47100 | 48001—48100 | 49001—49100 |
| 40101—40200               | 41101—41200 | 42101—42200 | 43101—43200 | 44101—44200 | 45101—45200 | 46101—46200 | 47101—47200 | 48101—48200 | 49101—49200 |
| 40201—40300               | 41201—41300 | 42201—42300 | 43201—43300 | 44201—44300 | 45201—45300 | 46201—46300 | 47201—47300 | 48201—48300 | 49201—49300 |
| 40301—40400               | 41301—41400 | 42301—42400 | 43301—43400 | 44301—44400 | 45301—45400 | 46301—46400 | 47301—47400 | 48301—48400 | 49301—49400 |
| 40401—40500               | 41401—41500 | 42401—42500 | 43401—43500 | 44401—44500 | 45401—45500 | 46401—46500 | 47401—47500 | 48401—48500 | 49401—49500 |
| 40501—40600               | 41501—41600 | 42501—42600 | 43501—43600 | 44501—44600 | 45501—45600 | 46501—46600 | 47501—47600 | 48501—48600 | 49501—49600 |
| 40601—40700               | 41601—41700 | 42601—42700 | 43601—43700 | 44601—44700 | 45601—45700 | 46601—46700 | 47601—47700 | 48601—48700 | 49601—49700 |
| 40701—40800               | 41701—41800 | 42701—42800 | 43701—43800 | 44701—44800 | 45701—45800 | 46701—46800 | 47701—47800 | 48701—48800 | 49701—49800 |
| 40801—40900               | 41801—41900 | 42801—42900 | 43801—43900 | 44801—44900 | 45801—45900 | 46801—46900 | 47801—47900 | 48801—48900 | 49801—49900 |
| 40901—41000               | 41901—42000 | 42901—43000 | 43901—44000 | 44901—45000 | 45901—46000 | 46901—47000 | 47901—48000 | 48901—49000 | 49901—50000 |